# Лудвиг Ангерер
Лудвиг Ангерер (њем. Ludwig Angerer; Малацки, 15. август 1827 — Беч, 12. мај 1879) је био аустријски фотограф.
Био је један од првих фотографа који је етаблирао фотографије величине 5,5 x 9 центиметара, ткзв. Carte-de-visite.
Заједно са Хугом фон Штрасеом је 1858. године, основао први фотографски атеље. Декретом краља од 25. децембра 1860 постао је краљевски фотограф.